# Diggers (teatergrupp)
The Diggers var en grupp aktivister och skådespelare med bas i San Francisco.
Gruppen tog sitt namn efter den agrarkommunistiska rörelse i England som kallades The Diggers.
Skådespelaren Peter Coyote var med och grundade gruppen.